# Montjoi (Tarn-et-Garonne)
Montjoi is een gemeente in het Franse departement Tarn-et-Garonne (regio Occitanie) en telt 192 inwoners (2004). De plaats maakt deel uit van het arrondissement Castelsarrasin.

## Geografie
De oppervlakte van Montjoi bedraagt 14,8 km², de bevolkingsdichtheid is 13,0 inwoners per km².
De onderstaande kaart toont de ligging van Montjoi (Tarn-et-Garonne) met de belangrijkste infrastructuur en aangrenzende gemeenten.

## Demografie
Onderstaande figuur toont het verloop van het inwonertal (bron: INSEE-tellingen).

1. ↑  Populations de référence 2022.